# Artemisi
|  | Per a altres significats, vegeu «Artemísion». |

Artemisi (en llatí Artemisius) va ser un metge grec que coneixem perquè és mencionat per Marcel Empíric i que per tant devia viure al segle iv o una mica abans. És probablement el mateix metge que apareix sota el nom d'Artemius (Artemi) en un altre passatge d'Empíric.